# Halo: The Master Chief Collection
Halo: The Master Chief Collection ou (traduit officiellement par Halo : La collection le Major) est un jeu vidéo de la série Halo regroupant une version haute définition (1080p à 60 images par seconde) des opus Halo: Combat Evolved, Halo 2, Halo 3 et Halo 4, ainsi qu'un accès à la bêta d’Halo 5: Guardians. Cette collection regroupe l'ensemble des jeux dans lesquels apparaît le Major John-117. Il est sorti en novembre 2014 sur Xbox One. Un portage sur PC est sorti le 3 décembre 2019 sur Windows 10 accompagné de l'ajout du préquel Halo Reach.
Le jeu propose en plus de l'intégralité des campagnes solo toutes les cartes des quatre modes multijoueur, adaptées au gameplay de chaque opus, soit 99 cartes. La campagne de Halo 3: ODST a été ajoutée à la collection.

## Système de jeu
Chaque épisode remastérisé reprend le gameplay de l'opus respectif auquel il est associé, avec notamment une fonction pour Halo 1 et Halo 2, permettant en appuyant sur la touche select de basculer directement entre les versions anciennes et remastérisées, ce qui permet au joueur de voir le travail apporté.
Un système de playlists offre au joueur une sélection de missions extraites des quatre jeux et agencées selon des thèmes (véhicules, boss, extérieurs, combats épiques…)
Le mode Forge offre encore plus de possibilités, ainsi qu'une plus grande capacité de stockage pour une création accrue.

### Halo: Reach
Le joueur incarne Six, un spartan, pendant la bataille de la planète Reach en 2552 opposant les Covenant et l'Humanité

### Halo: Combat Evolved Anniversaire
Halo: Combat Evolved est dans cette collection très semblable à l'épisode Halo: Combat Evolved Anniversary sorti le 15 novembre 2011 sur Xbox 360 à l’occasion des 10 ans de la série, et la campagne est jouable en ligne en coopération.

### Halo 2 Anniversaire
La principale nouveauté de cette collection vient de la version remastérisée Halo 2 Anniversaire. En effet, Halo 2 sortit originellement en 2004 sur Xbox et en 2007 sur PC, est repris par 343 Industries qui retravaille les graphismes, la bande sonore et les musiques pour un rendu en Full HD. L'ensemble des cinématiques a été refait par Blur Studio, et offre ainsi une qualité optimale.
Cette édition possède aussi un documentaire sur le développement du jeu.

### Halo 3
Halo 3 ne possède pas de fonction permettant de revenir sur les graphismes de l'époque puisque le jeu est assez récent, mais a néanmoins subit une refonte graphique et sonore légère. Son mode multijoueur permet entre autres d'accéder directement à toutes les tenues du mode.

### Halo 4
De même que pour Halo 3, pas de retour arrière possible sur les graphismes, mais le mode Spartan Ops est toujours disponible, une campagne alternative se déroulant sur Requiem et proposant 10 épisodes, composés de cinq missions chacun.

## Développement
Microsoft dévoile durant l'édition 2014 de la Gamescom que le jeu sera associé à une plate-forme communautaire (HUB) appelée Halo Channel, où les joueurs pourront échanger des informations sur l'univers de Halo, et accéder notamment à la web-série Halo : Nightfall.